# Сосновый, Степан Николаевич
Степан Николаевич Сосновый (23 марта 1896, Рождественка — 26 марта 1961, г. Киев) — украинский советский агроном-экономист, автор первого комплексного исследования Голодомора 1932—1933 годов в Украине.

## Биография
Родился в 1896 году в крестьянской семье. Вместе с младшим братом Тимофеем осиротел, когда ему было 9 лет. Благодаря опекунам смог выучиться на агронома в Харьковском институте сельского хозяйства и лесоводства.
В межвоенный период опубликовал несколько статистических работ, преимущественно посвященных аренде земли в УССР . В начале 1932 года его обвинили в «антимарксистских уклонах» и «проталкивании кулацких настроений», после чего он был вынужден написать заявление об увольнении.
В 1932—1936 годах работал агрономом в Акимовском районе Запорожской области. Был свидетелем Голодомора и впоследствии утверждал, что антисоветские настроения у него сформировались именно тогда.
В сентябре 1941 году ему предложили работу в Москве, но он отказался и остался в оккупированном Харькове. Вместе с ним остались двое его сыновей, немощная теща и больная жена. К концу ноября 1941 года был безработным. 24 ноября 1941 устроился на работу в Харьковскую областную земельную управу, где работал руководителем экономико-статистического отдела. В июле 1943 года посетил Германию в составе делегации агрономов Харьковщины. В начале августа 1943 года, в период активных боев за Харьков его жена с сыновьями Владимиром (1926) и Александром (1927) переехала в Киев. Оттуда они вместе переселились в Одесскую область.
С 13 сентября 1942 — по 24 января 1943 года на страницах еженедельных номеров газеты «Новая Украина» были опубликованы пять статей С. Соснового, посвященных анализу событий коллективизации и голода 1932—1933 гг в Украине. В статьях Сосновый проанализировал процесс огосударствления аграрного сектора экономики в УССР, подвергнув критике политику большевиков в деревне. Отмечал, что с сокращением поголовья скота в годы коллективизации была ликвидирована и экономическая независимость украинского крестьянина. Анализируя роль МТС, С. Сосновый показал, что создание и навязывание этих звеньев управления в Украине, фактически привело к появлению государственной аграрной монополии. Сравнивая статистические данные с другими годами, включая неурожайными, он считал, что в Украине было достаточно зерна от урожая 1932 г., для того чтобы прокормить население и даже скот. Он отмечал, что чрезмерный план хлебозаготовок стал убийственным фактором для крестьян, ведь для его выполнения у них изъяли все до последнего зернышка. Оперируя данными переписи жителей советской Украины 1926 г. и ряда открытых статистически-экономических сборников 1930-х гг., в вышеупомянутой статье, Сосновый первым из украинских ученых попытался приблизительно рассчитать число жертв голодомора.
В 1943—1944 гг. статья С. Соснового «Правда о голоде 1932—1933 гг. в Украине» была перепечатана некоторыми оккупационными газетами.
Младший брат Тимофей (ум. 1983), член ОУН (м), эмигрировал за рубеж, где занялся преподавательской деятельностью, и содействовал распространению исследований своего брата. 2 и 5 февраля 1950 г. исследование Степана Соснового перепечатала эмигрантская газета «Украинские вести», выходившая в немецком городе Новый Ульм для перемещенных лиц украинского происхождения. В том же году статья С. Соснового о голоде 1932—1933 гг. вышла отдельной брошюрой, а в 1953 г. вышла в английском переводе в первом томе сборника документов The Black Deeds of the Kremlin, наряду с другими свидетельствами о массовом уничтожении украинского крестьянства в кон. 1920-х — в начале 1930-х гг.

## Послевоенный период жизни
После войны, не скрывая имени и фамилии, работал агрономом-экономистом. 21 февраля 1950 года был арестован сотрудниками УМГБ УССР, против него дали показания бывшие харьковские коллаборационисты. Приговорен к 25 годам исправительно-трудовых лагерей, с поражением в правах на 5 лет и полной конфискацией имущества. Отбыл шесть лет в лагере возле железнодорожной станции Шексна Вологодской области. После освобождения оформил инвалидность и поселился в селе Павловка Арцизского района Одесской области. На тот момент его жена — Мария Дербек умерла. В 1956 г., в 62-летнем возрасте, Сосновый женился во второй раз на Ефросинии Поремской. Вскоре супруги, вместе с одним из сыновей Степана Соснового переехали в Киев. Постановлением Верховного Совета РСФСР от 11 апреля 1958 г. поражение в правах по отношению к нему было отменено, а судимость снята. Умер 26 марта 1961 на 66-м году жизни.

## Публикации
- Сосновий Степан. Нариси з техніки селянського рільництва. Харків., 1926;
- Сосновий, Степан. Оренда землі на Україні. — Харків.: Укрдержплан, 1926.
- Сосновый, Степан. Аренда земли на Украине в 1923—1926 гг.: (по материалам НК РКИ и ЦСУ) // На аграрном фронте. — 1927. — № 8/9. — С. 194—214.
- Сосновий С. «Що дали большевики українському селянству. Знищення худоби та засобів виробництва — основи селянської незалежності» Нова Україна, Вересень 13, 1942.
- Сосновий С. «Що дали большевики українському селянству. Організація голоду, як засобу тероризувати селянство та примусити його працювати в колхозах» Нова Україна, Вересень 20, 1942.
- Сосновий С. «Що дали большевики українському селянству. Організація голоду, як засобу тероризувати селянство та примусити його працювати в колхозах» Нова Україна, Вересень 27, 1942.
- Сосновий С. «Правда про голод на Україні в 1932—1933 роках». Нова Україна, Листопад 8, 1942.
- Сосновий С. «Що дали большевики українському селянству. Відрізки від садиб і зселення з хуторів». Нова Україна, Листопад 8, 1942.
- Сосновий С. «Що дали большевики українському селянству. Совєцькі МТС — знаряддя закріпачення селянства». Нова Україна, Листопад 29, 1942
- Сосновий С. «Що дали большевики українському селянству. Створення великого механізованого господарства та якою ціною воно відбулося». Нова Україна, Січень 24, 1943.
- Сосновий С. Правда про голод в Україні в 1932—1933 pp. Українські вісті, Лютий 2, 1950.
- Сосновий С. Правда про голод в Україні в 1932—1933 pp. Українські вісті, Лютий 5, 1950.
- Сосновий С. Правда про голод в Україні 1932—1933. — Новий Ульм, 1950.
- Sosnovy, S. «The Truth about the Famine» in Semen Pidhainy, ed., The Black Deeds of the Kremlin: A White Book, vol. 1 (Ukrainian Association of Victims of Russian Communist Terror: Toronto, 1953): 222–225.